# Hans Witschi
Hans Witschi (* 1. Februar 1954 in Luzern) ist ein Schweizer Maler, Zeichner und Performancekünstler im Musikbereich.

## Leben und Werk
Hans Witschi erkrankte mit neun Monaten an Kinderlähmung und verbrachte die darauffolgenden 15 Jahre in der Rehabilitationsstation des Zürcher Kinderspitals in Affoltern am Albis. Während dieser Zeit begann er zu zeichnen und zu malen. Ab 1970 absolvierte er eine kaufmännische Lehre und nahm daneben ein Jahr lang Malunterricht bei dem in Zürich lebenden Grafiker und Maler Gustav Guldener (1911–1982).  
Witschi erhielt verschiedene Werkbeiträge und Stipendien. Seine Werke stellt er seit den 1980er-Jahren regelmässig aus. 1989 siedelte er nach New York um und ist seit 2008 Fakultätsmitglied der Art Students League of New York.
Sein Werk ist in zahlreichen öffentlichen und privaten Sammlungen vertreten. 1991 erhielt der Film von Paolo Poloni Witschi geht den Zürcher Filmpreis.